# كلو هوسكينغ
كلو هوسكينغ (بالإنجليزية: Chloe Hosking) (و. 1990  م) هي دراجة على الطريق، من أستراليا، شاركت في ألعاب أولمبية صيفية 2012، ودورة ألعاب الكومنولث 2010، ودورة ألعاب الكومنولث 2014، تلعب كعداء دراجات.

## التعليم
تعلمت في ACT Academy of Sport ‏.

## روابط خارجية
- كلو هوسكينغ على موقع الاتحاد الدولي للدراجات (الإنجليزية)
- كلو هوسكينغ على موقع أرشيف الدراجات (الإنجليزية)
- كلو هوسكينغ على موقع إحصائيات الدراجات الإحترافية (الإنجليزية)
- كلو هوسكينغ على موقع نسبة الدراجات (الإنجليزية)
- كلو هوسكينغ على موقع CycleBase (الإنجليزية)
- كلو هوسكينغ على موقع CyclingDatabase.com (مؤرشف) (الإنجليزية)
- كلو هوسكينغ على موقع اللجنة الأولمبية الدولية (الإنجليزية)
- كلو هوسكينغ على موقع أوليمبيديا (الإنجليزية)
- كلو هوسكينغ على موقع اللجنة الأولمبية الأسترالية (الإنجليزية)
- كلو هوسكينغ على موقع اتحاد ألعاب الكومنولث (مؤرشف) (الإنجليزية)
- كلو هوسكينغ على موقع اتحاد ألعاب الكومنولث (مؤرشف) (الإنجليزية)